# Carex andina
Espèce
Classification phylogénétique
Carex andina est une espèce de plantes du genre Carex et de la famille Cyperaceae.